# Bālā Naqīb Kolā
Bālā Naqīb Kolā (persiska: بالا نقيب كلا) är en ort i Iran.   Den ligger i provinsen Mazandaran, i den norra delen av landet, 150 km nordost om huvudstaden Teheran. Antalet invånare är 470.
Terrängen runt Bālā Naqīb Kolā är mycket platt, och sluttar norrut. Runt Bālā Naqīb Kolā är det tätbefolkat, med 286 invånare per kvadratkilometer. Närmaste större samhälle är Babol, 8,1 km sydost om Bālā Naqīb Kolā. Trakten runt Bālā Naqīb Kolā består till största delen av jordbruksmark.